# Gé Korsten
Gé Korsten, właśc. Gérard Korsten (ur. 6 grudnia 1927 w Rotterdamie, zm. 29 września 1999 w Wilderness) – południowoafrykański śpiewak operowy (tenor), piosenkarz oraz aktor.

## Wczesne życie
Był najmłodszy z ośmiorga rodzeństwa. W wieku dziewięciu lat wraz z rodziną wyemigrował do Południowej Afryki i osiadł w Johannesburgu. Tam ukończył studia techniczne. Początkowo pracował jako elektryk w Kapsztadzie, lecz pod koniec lat 40. zaczął śpiewać w chórach i wraz z nimi występować w państwowej telewizji SABC. W 1955 przeniósł się do Pretorii.

## Kariera operowa
W 1957 Korsten stał się jednym z założycieli Die Pretoriase Operagroep (afr. Pretoryjska Grupa Operowa), która z czasem dała początek Performing Arts Council of Transvaal (PACT). Pierwszym przedstawieniem grupy były Pajace autorstwa Ruggiero Leoncavallo, gdzie Korsten odegrał rolę Cania. W 1962 uzyskał stypendium w Wiedniu. Nie wykorzystał jednak możliwości występowania tam zawodowo. Jego występy przyniosły mu dużą popularność i rozgłos. Łącznie zagrał 23 role w wielu znanych operach. Były to m.in.:
- Canio w Pajacach Ruggiero Leoncavallo
- B.F.Pinkerton w Madame Butterfly Giacomo Pucciniego
- Rudolfo w Cyganerii Giacomo Pucciniego
- Don José w Carmen Georges’a Bizeta
- Sir Edgar Ravenswood w Łucji z Lammermoor Gaetano Donizettiego
- Nemorino w Napoju miłosnym Gaetano Donizettiego

## Kariera piosenkarska i aktorska
Pod koniec lat 60. zaczął karierę jako piosenkarz. Wydał wtedy płytę Gé Korsten sing uit die hart (Gé Korsten śpiewa z serca). Szybko zdobył popularność wieloma piosenkami, np.:
- Liefling (Moja miłości- piosenka do dzisiaj grana na meczach rugby w Pretorii i Bloemfontein)
- Die lied van die lewe (Pieśń życia)
- Sing Seeman sing (Śpiewaj, marynarzu, śpiewaj)
- In my Seemanshart (W moim marynarskim sercu)
- Hier ist 'n mens (Oto jest człowiek)

Zagrał główne role w filmach:
- Hoor My Lied (1960) (Usłysz moją pieśń)
- Lied In My Hart (1969) (Pieśń z mego serca)
- A New Life (1970) (Nowe życie)
- Lokval in Venesië (1972) (Pułapka w Wenecji)

Wszystkie te filmy zawierały sceny muzyczne.
Gé Korsten wystąpił w południowoafrykańsko-angielskiej operze mydlanej Egoli: Plek van Goud (ang. Egoli: Place of Gold). Prowadził również program telewizyjny Gé Sing (Gé śpiewa), za który otrzymał nagrodę ARTES. Sześciokrotnie był również zdobywcą nagrody magazynu Sarie. W latach 1985–1989 był dyrektorem Cape Performance Art Board (CAPAB) w Kapsztadzie.
Zmarł śmiercią samobójczą pod długoletnim okresie chorowania na raka.